# Iniciativa pol Asturianu
Iniciativa pol Asturianu (Iniciativa per l'asturià en català) és un col·lectiu creat el 2011 que treballa per la normalització de l'idioma asturià i pel reconeixement dels drets lingüístics dels seus parlants.
L'àmbit d'actuació de l'organització és el territori de la comunitat autònoma d'Astúries, encara que col·labora amb altres organitzacions del domini lingüístic asturlleonès en els llocs on és llengua pròpia a més d'establir contactes internacionals que suposin un reconeixement i suport a l'idioma. Aquesta associació, busca implantar l'ús de l'asturià en àmbits nous a través d'accions concretes que permetin arribar a acords amb entitats de tota classe. Així, busca acords, però també fa ús de campanyes reivindicatives en les situacions que considera necessari.